# Amt Niepars
Amt Niepars – związek gmin w Niemczech, leżący w kraju związkowym Meklemburgia-Pomorze Przednie, w powiecie Vorpommern-Rügen. Siedziba związku znajduje się w miejscowości Niepars.
W skład związku wchodzi osiem gmin wiejskich (Gemeinde):
1. Groß Kordshagen
2. Jakobsdorf
3. Lüssow
4. Niepars
5. Pantelitz
6. Steinhagen
7. Wendorf
8. Zarrendorf

## Zmiany administracyjne
- 26 maja 2019
  - przyłączenie gmin Kummerow i Neu Bartelshagen do gminy Niepars